# Quạ mỏ vàng

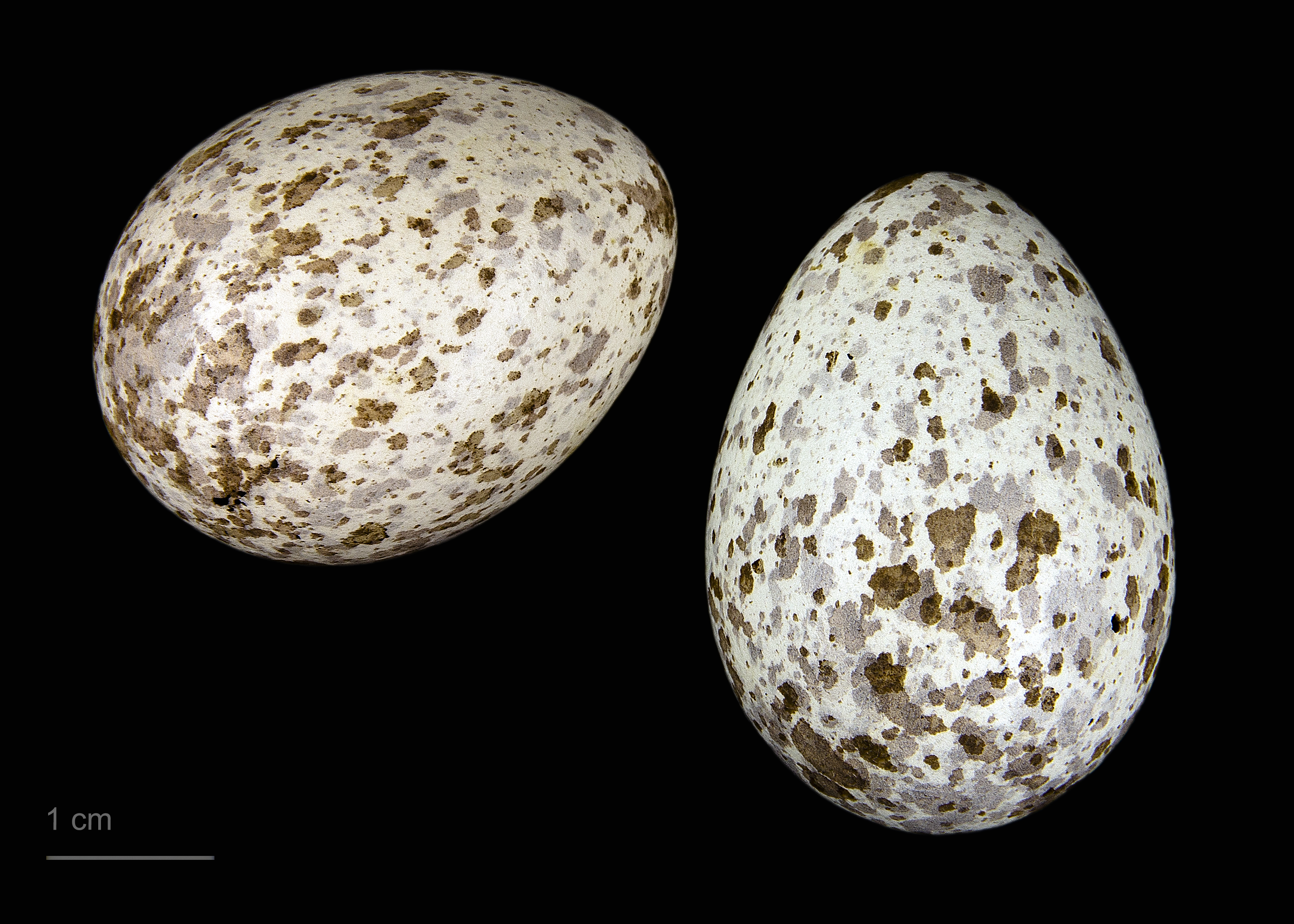
Pyrrhocorax graculus graculus

Quạ mỏ vàng hay quạ núi mỏ vàng (danh pháp khoa học: Pyrrhocorax graculus) là một loài chim thuộc họ Corvidae. Nó là một trong hai loài thuộc chi Pyrrhocorax.

## Phân loại
Quạ núi mỏ vàng được Linnaeus mô tả lần đầu dưới tên gọi Corvus graculus trong sách Systema Naturae năm 1766. Nó được nhà điểu học người Anh Marmaduke Tunstall chuyển đến chi hiện nay là Pyrrhocorax vào năm 1771 trong sách Ornithologia Britannica, cùng với loài còn lại của chi là P. pyrrhocorax.

### Phân loài
Ba phân loài còn sinh tồn là:
- P. g. graculus (Linnaeus, 1766) - Phân bố: Châu Âu, Bắc Phi, Thổ Nhĩ Kỳ, Kavkaz và bắc Iran.[4] Cụ thể từ Morocco (các dãy núi Rif và Atlas), Tây Ban Nha (các dãy núi Cantabria và Pyrénées), Corsica, qua Alpơ, trung bắc Italia (Apennini), về phía đông qua dãy núi Dinara, Albania, Hy Lạp (gồm cả Crete), tây Bulgaria và bắc Thổ Nhĩ Kỳ tới khu vực Kavkaz và bắc Iran.[5]
- P. g. digitatus Hemprich & Ehrenberg, 1833 - Do các nhà tự nhiên học Wilhelm Hemprich và Christian Gottfried Ehrenberg mô tả như là P. alpinus var. digitatus năm 1833,[6] lớn hơn phân loài kia.[4] Phạm vi phân bố: Nam và đông nam Thổ Nhĩ Kỳ, về phía nam tới Lebanon và núi Hermon, về phía đông qua bắc Iraq tới tây nam Iran (dãy núi Zagros).[5] Trước đây gộp cả P. g. forsythi nên được coi là phân bố tới khu vực Himalaya.[7]
- P. g. forsythi Stoliczka, 1874 - Phạm vi phân bố: Trung Á, từ trung & bắc Afghanistan về đông bắc qua dãy núi Pamir và theo vệt qua các dãy núi Thiên Sơn và Altai tới dãy núi Saya, về hướng nam từ tây trung & bắc Pakistan (gồm cả quần thể cô lập tại bắc Baluchistan) về phía đông tới Himalaya, Nepal, Bhutan và cực tây Arunachal Pradesh cũng như trung và tây nam Trung Quốc.[5]